# Теонім
Тео́нім — власна назва: найменування божества. Розділ ономастики, який вивчає теоніми, — це теоніміка.

## Приклади теонімів
Сварог, Перун, Дажбог, Волос, Троян, Род, Христос.

## Теоніми в українській мові
В українській мові є теоніми язичницькі (слов'янські) та християнські (запозичені).
Оригінальні цілісні слов'янські теологічні тексти не збереглися. Всю язичницьку теологічну систему українців було зруйновано в період християнізації. Язичницькі теоніми відновлюються за літописами та іншими письмовими джерелами. Зокрема, вони збереглися в «Словах» — повчаннях проти язичництва. Язичницькі теоніми також відновлюються за фольклором та етнографічними фактами.
Імена богів східнослов'янського язичницького пантеону ще повністю не виявлено та не вивчено. В тлумаченні окремих теонімів є багато спірного.
Теоніми християнства мають більше літератури з глибокими мовознавчими розробками. Ці роботи належать в основному до XIX століття.
У цілому ж теоніміка в Україні ще не дістала достатнього розвитку.

## Теоніми в художній літературі
Теоніми становлять значну частку власних назв у романі Ліни Костенко «Берестечко». Понад половину всіх ужитих у романі теонімів припадає на ім'я Боже: Бог, Господь, Всевишній, Месія. В інших творах поетеси бачимо також теоніми Учитель, Ісус. Другий за вживаністю християнський теонім у романі — Мати Божа.